# Карпінський Фелікс Францович
Фелікс Францович Карпінський (30 квітня 1942, Ашхабад — 1 липня 2007, Київ) — український режисер-документаліст.

## Життєпис
Народився 30 квітня 1942 р. в м. Ашхабаді в родині робітника. Закінчив Київський державний інститут театрального мистецтва ім. І. Карпенка-Карого (1969).
Працював асистентом режисера студії «Київнаукфільм» (1959—1962), оператором кінолабораторії Київського державного інституту фізичної культури (1962—1963). З 1967 р. — режисер «Укркінохроніки».
Член Національної спілки кінематографістів України.
Помер у 65-річному віці 1 липня 2007 року.

## Фільмографія
Створив стрічки:
- «Небо для всіх» (1968),
- «Ми з Нігерії»,
- «Хроніка одного села»,
- «Крок у мужність» (1970),
- «Косий капонір»,
- «Руку, другар!» (1971),
- «Після зміни» (1972),
- «Міста-герої»,
- «Свято буде завтра»,
- «Іде робітничий патруль» (1973),
- «Служба у них така» (1974),
- «Хліб і земля Василя Тура» (1974),
- «З маршруту не повернулися»,
- «Висота Максима Гуржія» (1975),
- «Хліборобський подвиг» (1976),
- «Трудові традиції поколінь»,
- «Командир лайнера» (1977),
- «30 місяців у тилу ворога» (1978),
- «Радянська Тернопільщина» (1978),
- «Батьківською стежкою» (1979),
- «Земле моя — Тернопільщина» (1982),
- «Службові будні» (1984),
- «Голова сільради» (1986),
- «Щоденник комісара» (1986),
- «Шахтарське прискорення» (1987),
- «Історія відпустки, що не відбулась» (1987)